# Anton Šťastný

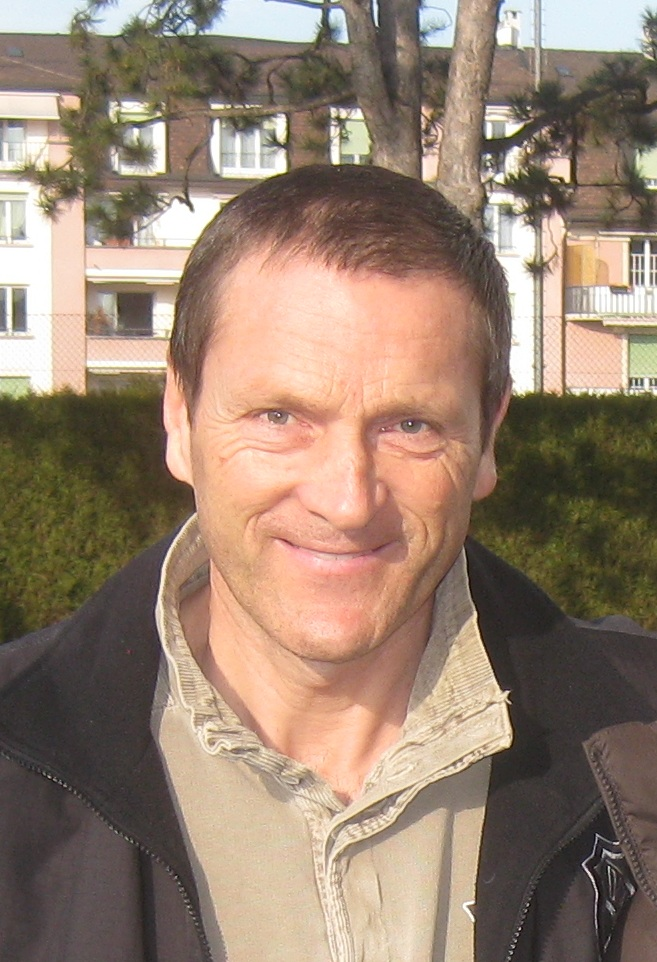
Anton Šťastný.

Anton Šťastný, född 5 augusti 1959 i Bratislava, Tjeckoslovakien, är en slovakisk före detta professionell ishockeyspelare som spelade vänsterforward. 
Han spelade nio säsonger i NHL med Quebec Nordiques från 1980 till 1989. Han var den förste spelaren född och tränad i Slovakien att bli draftad av ett NHL-lag. Han är den yngste i den tjeckoslovakiska brödraskaran bestående av Vladimir, Marian, Peter och Anton Šťastný.